# Discografia di Dargen D'Amico
La discografia di Dargen D'Amico, cantautore, rapper, produttore discografico, disc jockey e paroliere italiano, è costituita da dodici album in studio (di cui uno con Emiliano Pepe), una raccolta, due EP, trentaquattro singoli e trentasei video musicali (inclusi quelli come artista ospite), pubblicati dal 2006.

## Album

### Album in studio
| Anno | Titolo | Classifiche | Certificazioni |
| Anno | Titolo | ITA         | Certificazioni |
| ---- | --- | ----------- | -------------- |
| 2006 | Musica senza musicisti - Pubblicato: aprile 2006 - Etichetta: Giada Mesi - Formati: CD, 2 LP, download digitale                            | —           |                |
| 2008 | Di vizi di forma virtù - Pubblicato: 13 giugno 2008 - Etichetta: Giada Mesi - Formati: 2 CD, download digitale, 3 LP                       | —           |                |
| 2011 | CD' - Pubblicato: 1º aprile 2011 - Etichetta: Giada Mesi - Formati: CD, 2 LP, download digitale                                            | —           |                |
| 2012 | Nostalgia istantanea - Pubblicato: 1º giugno 2012 - Etichetta: Giada Mesi - Formati: LP, download digitale                                 | 32          |                |
| 2013 | Vivere aiuta a non morire - Pubblicato: 30 aprile 2013 - Etichetta: Universal, Giada Mesi - Formati: CD, download digitale, streaming      | 3           |                |
| 2015 | D'io - Pubblicato: 3 febbraio 2015 - Etichetta: Universal, Giada Mesi - Formati: CD, LP, download digitale, streaming                      | 5           |                |
| 2017 | Variazioni - Pubblicato: 31 marzo 2017 - Etichetta: Universal, Giada Mesi - Formati: CD, LP, download digitale, streaming                  | 28          |                |
| 2018 | L'ottavia - Pubblicato: 30 maggio 2018 - Etichetta: Giada Mesi - Formati: LP, download digitale                                            | —           |                |
| 2019 | Ondagranda (con Emiliano Pepe) - Pubblicato: 31 maggio 2019 - Etichetta: Giada Mesi - Formati: download digitale, streaming                | —           |                |
| 2020 | Bir Tawil - Pubblicato: 4 dicembre 2020 - Etichetta: Universal, Giada Mesi - Formati: 2 LP, download digitale, streaming                   | —           |                |
| 2022 | Nei sogni nessuno è monogamo - Pubblicato: 4 marzo 2022 - Etichetta: Universal, Giada Mesi - Formati: CD, LP, download digitale, streaming | 4           | - ITA: Oro     |
| 2024 | Ciao America - Pubblicato: 2 febbraio 2024 - Etichetta: Universal - Formati: LP, download digitale, streaming                              | 12          |                |

## Extended play
| Anno | Titolo                                                                                             |
| ---- | -------------------------------------------------------------------------------------------------- |
| 2010 | D' parte prima - Pubblicato: 2 giugno 2010 - Etichetta: Giada Mesi - Formati: download digitale    |
| 2010 | D' parte seconda - Pubblicato: 8 ottobre 2010 - Etichetta: Giada Mesi - Formati: download digitale |

## Singoli

### Come artista principale
| Anno | Titolo                                                | Classifiche | Certificazioni     | Album di provenienza         |
| Anno | Titolo                                                | ITA         | Certificazioni     | Album di provenienza         |
| --- | ----------------------------------------------------- | ----------- | ------------------ | ---------------------------- |
| 2013 | Continua a correre (feat. Andrea Nardinocchi)         | 30          |                    | Vivere aiuta a non morire    |
| 2013 | Siamo tutti uguali (feat. Andrea Volontè)             | 69          |                    | Vivere aiuta a non morire    |
| 2013 | L'amore a modo mio (feat. J-Ax)                       | 60          |                    | Vivere aiuta a non morire    |
| 2013 | Bocciofili (feat. Fedez e Mistico)                    | —           | - ITA: Oro         | Vivere aiuta a non morire    |
| 2013 | Due come noi (feat. Max Pezzali)                      | —           |                    | Vivere aiuta a non morire    |
| 2014 | Amo Milano                                            | —           |                    | D'io                         |
| 2015 | La mia generazione                                    | —           |                    | D'io                         |
| 2015 | Modigliani                                            | —           |                    | D'io                         |
| 2017 | Le squadre (con Isabella Turso)                       | —           |                    | Variazioni                   |
| 2017 | L'altra (con Isabella Turso)                          | —           |                    | Variazioni                   |
| 2018 | Dormi?                                                | —           |                    | Ondagranda                   |
| 2018 | A Copacabana                                          | —           |                    | Ondagranda                   |
| 2018 | Teppista!                                             | —           |                    | Ondagranda                   |
| 2018 | Fotoshop                                              | —           |                    | Ondagranda                   |
| 2020 | La vocina nella testa                                 | —           |                    | Bir Tawil                    |
| 2020 | Abbastanza                                            | —           |                    | Bir Tawil                    |
| 2020 | Ma non era vero                                       | —           |                    | Bir Tawil                    |
| 2020 | Jacopo                                                | —           |                    | Bir Tawil                    |
| 2021 | Katì                                                  | —           |                    | Nei sogni nessuno è monogamo |
| 2022 | Dove si balla                                         | 3           | - ITA: Platino (7) | Nei sogni nessuno è monogamo |
| 2022 | La bambola                                            | —           |                    | Nei sogni nessuno è monogamo |
| 2022 | Ubriaco di te                                         | 89          |                    | Nei sogni nessuno è monogamo |
| 2022 | Patatine                                              | —           |                    | Nei sogni nessuno è monogamo |
| 2023 | Pelle d'oca                                           | —           |                    | Ciao America                 |
| 2024 | Onda alta                                             | 13          | - ITA: Platino     | Ciao America                 |
| 2025 | Nullatenente (feat. Massimo Pericolo e Jake La Furia) | —           |                    | /                            |
| 2025 | Centri commerciali                                    | —           |                    | /                            |
| "—" indica che il singolo non è entrato in classifica in quel Paese e/o non ha ricevuto certificazioni. |                                                       |             |                    |                              |

### Come artista ospite
| Anno | Titolo                                                                  | Classifiche | Album di provenienza         |
| Anno | Titolo                                                                  | ITA         | Album di provenienza         |
| --- | ----------------------------------------------------------------------- | ----------- | ---------------------------- |
| 2008 | Oltre il mare (Two Fingerz feat. Dargen D'Amico e Joe Fallisi)          | —           | /                            |
| 2010 | Festa festa (Crookers feat. Fabri Fibra e Dargen D'Amico)               | 35          | Tons of Friends              |
| 2011 | La cassa spinge (Dumbblonde feat. Dargen D'Amico e Luckybeard)          | —           | /                            |
| 2012 | Adolescenza K.O. (Edipo feat. Dargen D'Amico)                           | —           | Preistorie di tutti i giorni |
| 2012 | Mi vuoi bene (DJ Aladyn feat. Remo Anzovino, Dargen D'Amico e Dell'Era) | —           | Fili invisibili              |
| 2015 | B&W (contro la crisi) (Two Fingerz feat. Dargen D'Amico)                | —           | /                            |
| 2024 | Cinema spento (Ana Mena feat. Dargen D'Amico)                           | —           | /                            |
| "—" indica che il singolo non è entrato in classifica in quel Paese e/o non ha ricevuto certificazioni. |                                                                         |             |                              |

## Altri brani entrati in classifica
| Anno | Titolo                                                                | Classifiche | Album di provenienza |
| Anno | Titolo                                                                | ITA         | Album di provenienza |
| ---- | --------------------------------------------------------------------- | ----------- | -------------------- |
| 2020 | Pour Toujours (Tedua feat. Ghali e Dargen D'Amico)                    | 14          | Vita vera mixtape    |
| 2021 | Vecchio (Fedez con Dargen D'Amico)                                    | 100         | Disumano             |
| 2021 | La cassa spinge 2021 (Fedez con Crookers, Myss Keta e Dargen D'Amico) | 49          | Disumano             |
| 2022 | Maleducata (Rkomi con Dargen D'Amico)                                 | 56          | Taxi Driver          |

## Collaborazioni
| Anno | Artista principale                               | Titolo                                         | Album di provenienza                                                 |
| ---- | ------------------------------------------------ | ---------------------------------------------- | -------------------------------------------------------------------- |
| 1997 | Il Circolo (Chief, Zippo, D'Argento, Il Guercio) | Fuori dalla mischia                            | DJ Enzo - Tutti x uno                                                |
| 1997 | Prodigio                                         | Cani da sfida                                  | Prodigio - The Royal Rumble                                          |
| 1998 | Chief                                            | Nient'altro che...                             | Zippo - La mia strada                                                |
| 1999 | Prodigio                                         | Mi hanno raccontato                            | Big Bang                                                             |
| 1999 | Prodigio                                         | Buona la prima                                 | Big Bang                                                             |
| 1999 | Dargen D'Amico feat. Don Joe                     | Bug a Boo Parody                               | Cani da sfida                                                        |
| 2003 | Club Dogo                                        | Tana 2000                                      | Mi fist                                                              |
| 2005 | Chief                                            | Uno, nessuno, centomila                        | Revolutionary Hits 3                                                 |
| 2007 | Crookers                                         | Nchlinez                                       | Crookers Mixtape                                                     |
| 2008 | Fabri Fibra feat. Alborosie                      | Un'altra chance                                | /                                                                    |
| 2009 | Crookers feat. Danti                             | Giorno'n'nite                                  | /                                                                    |
| 2009 | Bugo                                             | Buone maniere (The Big Salt Water Clock Remix) | /                                                                    |
| 2009 | Fabri Fibra                                      | Via vai                                        | Chi vuole essere Fabri Fibra?                                        |
| 2009 | Two Fingerz + Vacca                              | Sassi dal cavalcavia                           | Non prima delle 6:10                                                 |
| 2009 | Two Fingerz                                      | Fiori nei cannoni                              | Il disco finto                                                       |
| 2009 | Amari                                            | Dovresti dormire                               | Poweri                                                               |
| 2009 | Radio Rade                                       | Regina del quartiere                           | Rubo presenta: Radio Rade                                            |
| 2009 | Diplo feat. Phra                                 | Natale Exclusive                               | /                                                                    |
| 2010 | Crookers feat. The Very Best & Marina            | Birthday Bash                                  | Tons of Friends                                                      |
| 2010 | Rischio feat. Lugi & Danti                       | Dose di pace                                   | Sogni d'oro                                                          |
| 2010 | Fabri Fibra                                      | Nel mio disco                                  | Quorum                                                               |
| 2010 | Fabri Fibra                                      | Insensibile                                    | Controcultura                                                        |
| 2010 | Two Fingerz                                      | Blu                                            | Il disco nuovo/Il disco volante                                      |
| 2010 | Two Fingerz                                      | Nessuno ascolta (na nana nana)                 | Il disco nuovo/Il disco volante                                      |
| 2010 | Two Fingerz feat. Sewit Villa                    | Buffo                                          | Il disco nuovo/Il disco volante                                      |
| 2010 | Two Fingerz                                      | Puttana                                        | Il disco nuovo/Il disco volante                                      |
| 2010 | Two Fingerz                                      | Credi che t'amo                                | Il disco nuovo/Il disco volante                                      |
| 2010 | Two Fingerz                                      | Automatico                                     | Il disco nuovo/Il disco volante                                      |
| 2010 | Two Fingerz                                      | Erba                                           | Il disco nuovo/Il disco volante                                      |
| 2010 | Two Fingerz                                      | Reverse                                        | Il disco nuovo/Il disco volante                                      |
| 2010 | Power Francers                                   | Colori                                         | Power Francers                                                       |
| 2010 | Emiliano Pepe                                    | Giurami che ci sei                             | Il colore dei suoni                                                  |
| 2011 | Fog Prison (Braka, Pablo, Ide)                   | La trappola più antica                         | Fiero Prigioniero                                                    |
| 2011 | LuckyBeard (Phra) & Dumbblonde                   | La cassa spinge                                | Fino A Sera (EP)                                                     |
| 2011 | Don Joe e Shablo feat. Reverendo, Chief e Mixup  | Guarda bene                                    | Thori & Rocce                                                        |
| 2011 | Marracash feat. Rancore                          | L'albatro                                      | Roccia Music II                                                      |
| 2011 | Fratelli Calafuria                               | Disco Tropical                                 | Musica rovinata                                                      |
| 2011 | Fabri Fibra feat. Marracash                      | Tranne te (ExtraRemix)                         | Tranne te (rap futuristico)                                          |
| 2011 | Useless Wooden Toys                              | Pioverà benza                                  | Piatto forte                                                         |
| 2011 | 3 Is a Crowd feat. Tommaso Cerasuolo             | Chiusi a chiave                                | /                                                                    |
| 2012 | Max Brigante                                     | Allenatichefabene Remix                        | Allenatichefabene                                                    |
| 2012 | Andrea Mirò                                      | Senza che nulla cambi                          | Elettra e Calliope                                                   |
| 2012 | Two Fingerz                                      | Pac Man                                        | Mouse Music                                                          |
| 2012 | Max Pezzali                                      | Hanno ucciso l'Uomo Ragno                      | Hanno ucciso l'Uomo Ragno 2012                                       |
| 2012 | Shorty feat. Valentine Ferrari                   | I've Got a DJ in My Bag                        | I've Got a DJ in My Bag                                              |
| 2012 | Power Francers                                   | Colori                                         | Power Francers                                                       |
| 2013 | Fedez                                            | Ragazza sbagliata                              | Sig. Brainwash - L'arte di accontentare                              |
| 2013 | Pico Rama                                        | Cani bionici (Technotitlan)                    | Il secchio e il mare                                                 |
| 2013 | Fritz da Cat                                     | (I commenti su) YouTube                        | Leaks                                                                |
| 2013 | Stylophonic feat. Malika Ayane                   | Quella giusta per te                           | Boom!                                                                |
| 2013 | Retrohandz                                       | House Animals                                  | Primitive                                                            |
| 2014 | Pula+ ed E-Green                                 | Grazie a nessuno                               | Non Lo So                                                            |
| 2014 | Pula+ e Caneda                                   | Facile                                         | Non Lo So                                                            |
| 2014 | Omar Pedrini feat. Ron                           | Gaia e la balena                               | Che ci vado a fare a Londra?                                         |
| 2014 | Ron                                              | Sabato animale 2014                            | Un abbraccio unico                                                   |
| 2014 | The Night Skinny                                 | E fa bene                                      | Zero Kills                                                           |
| 2015 | Edipo                                            | Primitivi                                      | Preistorie di tutti i giorni                                         |
| 2015 | Dutch Nazari                                     | Genio Dentro                                   | Diecimila Lire                                                       |
| 2015 | Two Fingerz feat. Valentina Tioli                | Neve                                           | La tecnica Bukowski                                                  |
| 2016 | Microspasmi                                      | Che ore sono                                   | Come 11 secondi                                                      |
| 2016 | Murubutu & Ghemon                                | Levante                                        | L'uomo che viaggiava nel vento e altri racconti di brezze e correnti |
| 2016 | Dutch Nazari feat. Claver Gold                   | Cura di me                                     | Fino A Qui                                                           |
| 2017 | Vhelade                                          | I miei eroi                                    | AfroSarda                                                            |
| 2018 | Misfatto                                         | Ossessione Baudelaire                          | L'uomo dalle 12 dita                                                 |
| 2018 | Crookers                                         | Qualche critico musicale                       | Crookers Mixtape 2 - Quello dopo, quello prima                       |
| 2018 | Crookers & Danti                                 | Animalier                                      | Crookers Mixtape 2 - Quello dopo, quello prima                       |
| 2020 | Buzzy Lao                                        | Haya                                           | Universo/Riflesso                                                    |
| 2020 | Tedua feat. Ghali                                | Pour toujours                                  | Vita vera mixtape                                                    |
| 2020 | Saint Jhn, Fedez                                 | Roses (Imanbek Remix)                          | /                                                                    |
| 2020 | Izi feat. Benny Benassi                          | S8 K4SS4                                       | Riot                                                                 |
| 2021 | Cali, Aleaka                                     | Liberi e schiavi                               | Paura e liberazione                                                  |
| 2021 | Fedez                                            | Vecchio                                        | Disumano                                                             |
| 2021 | Fedez feat. Crookers e Myss Keta                 | La cassa spinge 2021                           | Disumano                                                             |
| 2022 | Rkomi                                            | Maleducata                                     | Taxi Driver                                                          |
| 2022 | Myss Keta                                        | L'orgia di M.G.                                | Club Topperia                                                        |
| 2023 | Mecna feat. Bais                                 | Lo dovevi fare con me                          | Stupido amore                                                        |
| 2023 | Carl Brave                                       | Turbolenze                                     | Migrazione                                                           |

## Brani scritti per altri artisti
| Anno | Titolo                                                            | Co-autori del testo e della musica | Interpreti                           | Album                             |
| ---- | ----------------------------------------------------------------- | --- | ------------------------------------ | --------------------------------- |
| 2020 | Le feste di Pablo                                                 | Anna Cacopardo, Davide Simonetta e Paolo Antonacci | Cara                                 | /                                 |
| 2020 | Le feste di Pablo (Remix)                                         | Anna Cacopardo, Federico Leonardo Lucia, Davide Simonetta e Paolo Antonacci                                                                                  | Cara e Fedez                         | 99                                |
| 2020 | Problemi con tutti (Giuda)                                        | Davide Simonetta, Federico Leonardo Lucia, Edwyn Roberts e Paolo Antonacci                                                                                   | Fedez                                | Disumano                          |
| 2020 | Lentamente                                                        | Anna Cacopardo, Davide Simonetta e Paolo Antonacci | Cara                                 | 99                                |
| 2020 | Bella storia                                                      | Federico Leonardo Lucia, Davide Simonetta e Paolo Antonacci                                                                                                  | Fedez                                | Disumano                          |
| 2020 | Nuda                                                              | Annalisa Scarrone, Davide Simonetta e Paolo Antonacci | Annalisa                             | Nuda                              |
| 2020 | Tevere                                                            | Anna Cacopardo, Davide Simonetta e Paolo Antonacci | Cara                                 | 99                                |
| 2021 | Chiamami per nome                                                 | Davide Simonetta, Federico Leonardo Lucia, Francesca Michielin, Alessandro Raina e Alessandro Mahmoud                                                        | Francesca Michielin e Fedez          | Feat (fuori dagli spazi) Disumano |
| 2021 | Dieci                                                             | Annalisa Scarrone, Davide Simonetta e Paolo Antonacci | Annalisa                             | Nuda10                            |
| 2021 | In un'ora                                                         | Davide Simonetta e Vito Ventura | Shade                                | /                                 |
| 2021 | Mille                                                             | Federico Leonardo Lucia, Davide Simonetta, Lauro De Marinis, Paolo Antonacci e Simon Pietro Manzari                                                          | Fedez, Achille Lauro e Orietta Berti | Disumano                          |
| 2021 | Meglio del cinema                                                 | Federico Leonardo Lucia e Davide Simonetta | Fedez                                | Disumano                          |
| 2021 | Lacrime in limousine (feat. Fedez)                                | Andrea Pugliese, Federico Leonardo Lucia, Davide Simonetta, Luca Chiaravalli e Paolo Antonacci                                                               | Loredana Bertè e Fedez               | Manifesto                         |
| 2021 | Morire morire                                                     | Federico Leonardo Lucia, Paolo Antonacci, Davide Simonetta e Placido Salamone                                                                                | Fedez                                | Disumano                          |
| 2021 | Stupido stupido                                                   | Federico Leonardo Lucia, Davide Simonetta e Paolo Antonacci                                                                                                  | Fedez                                | Disumano                          |
| 2021 | Sapore (feat. Tedua)                                              | Federico Leonardo Lucia, Mario Molinari, Davide Simonetta e Paolo Antonacci                                                                                  | Fedez                                | Disumano                          |
| 2021 | Vecchio                                                           | Federico Leonardo Lucia, Davide Simonetta, Michele Zocca e Paolo Antonacci                                                                                   | Fedez                                | Disumano                          |
| 2021 | Fuori dai guai (feat. Cara)                                       | Federico Leonardo Lucia, Davide Simonetta, Paolo Antonacci, Anna Cacopardo e Andrea Pugliese                                                                 | Fedez                                | Disumano                          |
| 2021 | Notte brava                                                       | Federico Leonardo Lucia, Davide Simonetta e Roberto Casalino                                                                                                 | Fedez                                | Disumano                          |
| 2021 | Le madri degli altri (feat. Tananai)                              | Federico Leonardo Lucia, Alberto Cotta Ramusino, Paolo Antonacci, Davide Simonetta e Nicola Simone Polo Demaria                                              | Fedez                                | Disumano                          |
| 2021 | Un giorno in pretura                                              | Federico Leonardo Lucia e Matteo Rossanese | Fedez                                | Disumano                          |
| 2021 | La cassa spinge 2021 (feat. Crookers, Myss Keta e Dargen D'Amico) | Federico Leonardo Lucia, Jacopo Matteo Luca D'Amico, Myss Keta, Dario Pigato, Sandra Scica, Francesco Barbaglia e Stefano Riva                               | Fedez                                | Disumano                          |
| 2021 | Fede e speranza (feat. Speranza)                                  | Federico Leonardo Lucia, Nicola Simone Polo Demaria e Ugo Sciccolone                                                                                         | Fedez                                | Disumano                          |
| 2021 | Leggeri leggeri                                                   | Federico Leonardo Lucia, Davide Simonetta e Davide Petrella                                                                                                  | Fedez                                | Disumano                          |
| 2021 | Mi sto sul c***o                                                  | Federico Leonardo Lucia e Davide Simonetta | Fedez                                | Disumano                          |
| 2021 | Mi piace (feat. Sfera Ebbasta)                                    | Diego Vincenzo Vettraino, Gionata Boschetti e Nicolò Rapisarda                                                                                               | Tony Effe                            | Untouchable                       |
| 2022 | Marmellata (feat. Rosa Chemical, Tony Effe e Radical)             | Davide Simonetta, Daniele Wandja, Davide Comparini, Andrea Pugliese, Matteo Rossanese, Manuel Franco Rocati, Nicolò Rapisarda, Oscar Inglese e Umberto Violo | Wayne Santana                        | Succo di zenzero vol. 2           |
| 2022 | Monti (feat. Tony Effe e Pyrex)                                   | Andrea Pugliese, Davide Simonetta, Diego Vincenzo Vettraino, Dylan Thomas Cerulli, Matteo Rossanese, Nicolò Rapisarda e Umberto Violo                        | Wayne Santana                        | Succo di zenzero vol. 2           |
| 2022 | Sinfonia della distruzione                                        | Dylan Thomas Cerulli, Daniele Strazzeri e Gianluigi Fazio | Pyrex                                | /                                 |
| 2022 | La dolce vita                                                     | Davide Simonetta, Alberto Cotta Ramusino, Federico Leonardo Lucia e Paolo Antonacci                                                                          | Fedez, Tananai e Mara Sattei         | Disumano (riedizione)             |
| 2022 | Viola (feat. Salmo)                                               | Davide Simonetta, Federico Leonardo Lucia, Maurizio Pisciottu e Paolo Antonacci                                                                              | Fedez e Salmo                        | Disumano (riedizione)             |
| 2023 | Vetri fumè                                                        | Francesco Servidei, Silvano Albanese e Stefano Ceri | Coez e Frah Quintale                 | Lovebars                          |
| 2023 | Che colpa ne ho                                                   | Silvano Albanese, Francesco Servidei, Alfonso Climenti, Giorgetto Maccarinelli e Riccardo Puddu                                                              | Coez e Frah Quintale                 | Lovebars                          |
| 2024 | Odio, quindi sono                                                 | Mirko Martorana, Luca Faraone, Pablo Miguel Lombroni Capalbo e Roberto Lamanna                                                                               | Rkomi                                | /                                 |
| 2025 | La G la U la E PT. 3                                              | Cosimo Fini, Andrea Ferrara, Fabio Campedelli, Pietro Miano e Rosa Luini                                                                                     | Guè                                  | Tropico del Capricorno            |
| 2025 | Dirti no                                                          | Mirko Martorana, Carlo Aprea, Michele Corvino, Pablo Miguel Lombroni Capalbo, Pietro Celona, Pietro Posani e Vincenzo Luca Faraone                           | Rkomi                                | Decrescendo                       |
| 2025 | Mai (con Coez)                                                    | F. Dukes, Pietro Paroletti e Silvano Albanese | Golden Years e Coez                  | Fuori Menù                        |
| 2025 | Qualcosa di grande                                                | Silvano Albanese, Niccolò Contessa e Pietro Paroletti | Coez                                 | 1998                              |

## Video musicali
| Anno | Titolo                         | Regista/i                                          |
| ---- | ------------------------------ | -------------------------------------------------- |
| 2008 | SMS alla Madonna               | Giulio Mangosi                                     |
| 2009 | Ex contadino                   | Wild Style/Head Wood                               |
| 2010 | In loop (la forma di un cuore) | Ivana Smudja                                       |
| 2010 | Ma dove vai (Veronica)         | Alberto Sansone                                    |
| 2011 | Odio volare                    | Andrea Rex Revelli                                 |
| 2012 | Nostalgia istantanea           | Alessandro De Leo                                  |
| 2013 | Continua a correre             | Matteo "Uzzi" Bombarda, Matteo "Frank" Podini      |
| 2013 | Siamo tutti uguali             | Matteo "Uzzi" Bombarda, Matteo "Frank" Podini      |
| 2013 | L'amore a modo mio             | Lab35 Films                                        |
| 2013 | Un fan in Basilicata (almeno)  | Lab35 Films                                        |
| 2013 | Il presidente                  | Lab35 Films                                        |
| 2013 | Bocciofili                     | Jennifar Gentileschi                               |
| 2013 | Due come noi                   | Jennifar Gentileschi                               |
| 2014 | È già                          | Matteo "Colomovie" Colombo                         |
| 2014 | V V                            | Silvio Mancini                                     |
| 2014 | Amo Milano                     | Dargen D'Amico                                     |
| 2016 | L'universo non muore mai       | Dargen D'Amico                                     |
| 2015 | La mia generazione             | Federico Cangianiello                              |
| 2015 | Essere non è da me             | Dargen D'Amico                                     |
| 2015 | Modigliani                     | Francesco Caracciolo, Mickey Moruzzo, Luca Rotondo |
| 2015 | La lobby dei semafori          | Matteo "Colomovie" Colombo                         |
| 2017 | Le squadre                     | Federico Cangianiello                              |
| 2017 | L'altra                        | Federico Cangianiello                              |
| 2017 | Cambiare me                    | Fabio Berton                                       |
| 2017 | Ama noi                        | Dargen D'Amico                                     |
| 2017 | Il ritornello                  | Matteo "Colomovie" Colombo                         |
| 2020 | Abbastanza                     | Studio Cirasa                                      |
| 2020 | Ma non era vero                | Studio Cirasa                                      |
| 2022 | Dove si balla                  | Matteo "Colomovie" Colombo                         |
| 2022 | La bambola                     | Matteo "Colomovie" Colombo                         |
| 2022 | Ubriaco di te                  | Matteo "Colomovie" Colombo                         |
| 2023 | Pelle d'oca                    | Matteo "Colomovie" Colombo                         |
| 2024 | Onda alta                      | Stefano Bertelli                                   |
| 2024 | Cinema spento                  | Quique Santamaría                                  |
| 2025 | Nullatenente                   | Matteo "Colomovie" Colombo                         |
| 2025 | Centri commerciali             | Matteo "Colomovie" Colombo                         |